# Alexandre Ferdinandus
Alexandre Ferdinandus (c. 1850-1888) fue un pintor e ilustrador francés de origen belga.

## Biografía
Nacido en Bélgica hacia 1850, habría terminado nacionalizándose francés. Discípulo de Lix, además de trabajar para la prensa periódica parisina, ilustró obras como le Livre d'Or de Victor Hugo y Chair à plaisir (1882). También cultivó la acuarela. Ferdinandus, nombre que se trataba de un seudónimo, pues su nombre real sería «François Avenet» o «Ferdinand Avenet», falleció el 8 de noviembre de 1888.